# Nieuw Amsterdam (uitgeverij)
Nieuw Amsterdam is een onafhankelijke Nederlandse uitgeverij die op 1 april 2005 werd opgericht door Boudewijn Poelmann en Derk Sauer. De uitgeverij richt zich op de serieuze publieksmarkt en focust zich sinds 2024 enkel op non-fictie met als belangrijkste pijlers geschiedenis, cultuur, wetenschap, maatschappij en crime. Er kwamen toentertijd bij de oprichting nogal wat schrijvers en redacteuren, en het tijdschrift Hard Gras, van uitgeverij L.J. Veen, zoals Karel Glastra van Loon, Mart Smeets en Huub Oosterhuis.
Vanaf 2014 is Uitgeverij Wereldbibliotheek aangesloten bij Nieuw Amsterdam. In 2015 volgde Uitgeverij Bas Lubberhuizen. De uitgeverijen maken nu, samen met Fontaine Uitgevers Podium en Oceaan, onderdeel uit van Park Uitgevers.

## Fonds
Na een herstructurering binnen Park Uitgevers focust Nieuw Amsterdam zich enkel op non-fictie. Onder deze naam zijn eerder werken uitgebracht van Hanya Yanagihara, Claire Keegan, Elif Shafak en Douglas Stuart die nu binnen Park Uitgevers een nieuwe plek kennen.
Onder de huidige auteurs van Nieuw Amsterdam bevinden zich nu onder meer Maarten van Rossem, Christian Grataloup en Yelle Tieleman.